# Црква Светог пророка Илије у Крушару
Црква Светог пророка Илије у Крушару, насељеном месту на територији општине Ћуприја, припада Епархији браничевској Српске православне цркве. 
У заједничкој гробници цркве почивају посмртни остаци четири војника и једног официра Српске краљевске војске погинулих током Првог светског рата.